# Selaginella haematodes
Selaginella haematodes (Kunze) Spring – gatunek roślin z rodziny widliczkowatych (Selaginellaceae). Pochodzi z tropikalnych rejonów Ameryki Środkowej i Południowej (Panama, Wenezuela, Kostaryka, Boliwia, Kolumbia, Ekwador, Peru).

## Morfologia i ekologia
Roślina o wspinających się i szeroko rozkrzewiających się pędach. Mają jasno zieloną barwę, tylko w dolnej części są czerwonawe. Osiąga do 80 cm wysokości i 35 cm szerokości, poszczególne gałązki mają długość 12–25 cm i są pierzasto rozgałęzione. Boczne gałązki wyrastają na głównym pędzie skrętolegle. Listki jajowate, o ostrych szczytach. Zarodnie liczne, stożkowate, o długości do 1 cm. Rozprzestrzenia się przez zarodniki.
W swojej ojczyźnie rośnie w lasach, szczególnie nad strumieniami.

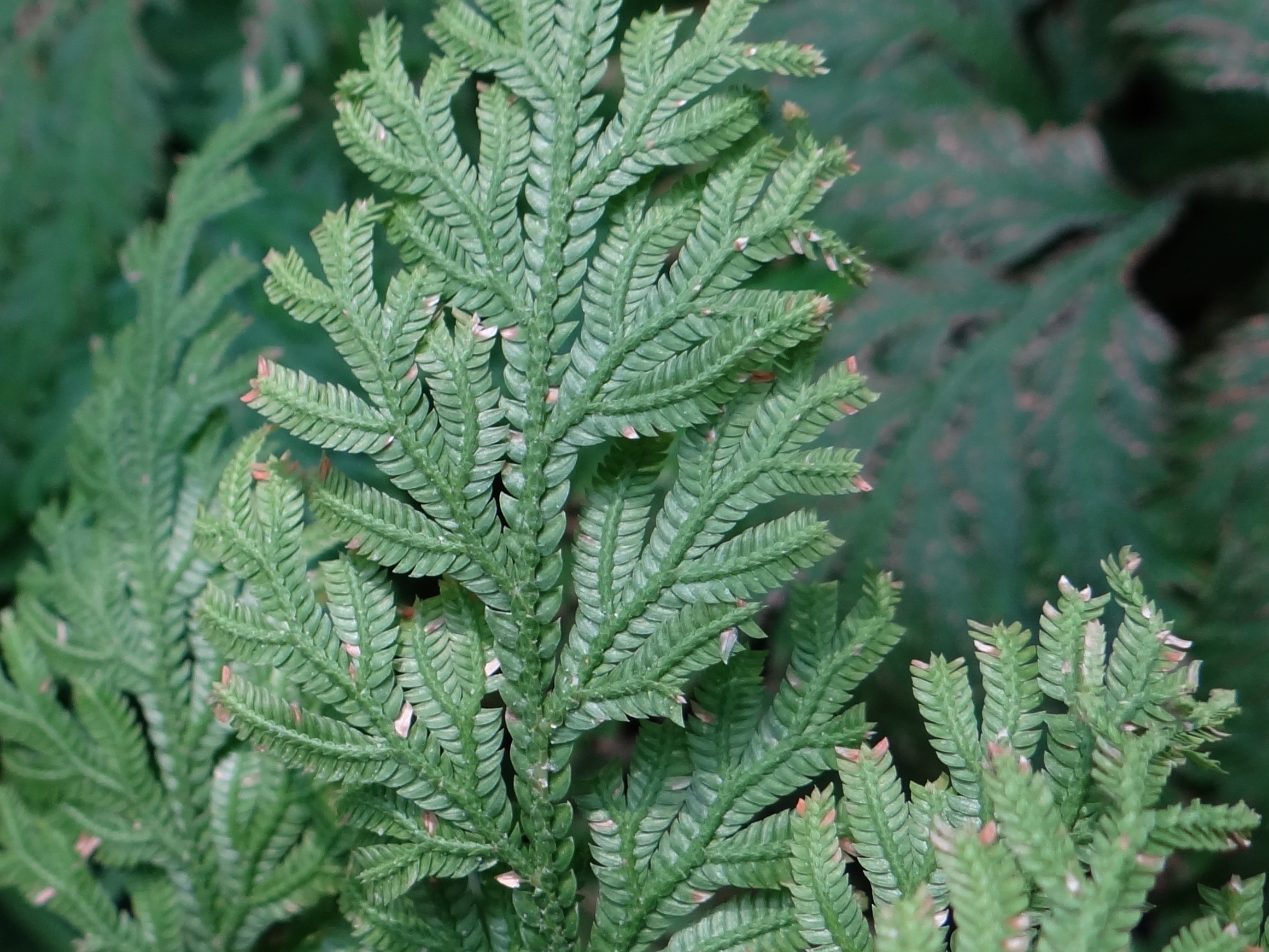
Fragment pędu